# Mohd Robani Hassan
Mohd Robani Hassan (* 18. Januar 1983) ist ein ehemaliger malaysischer Hürdenläufer, der sich auf die 110-Meter-Distanz spezialisiert hat.

## Sportliche Laufbahn
Erste internationale Erfahrungen sammelte Mohd Robani Hassan im Jahr 2001, als er bei den Juniorenasienmeisterschaften in Bandar Seri Begawan in 15,05 s den fünften Platz über 110 m Hürden belegte. Im Jahr darauf gelangte er bei den Asienmeisterschaften in Colombo mit 14,65 s auf den achten Platz und 2003 schied er bei der Sommer-Universiade in Daegu mit 14,09 s im Halbfinale aus. Anschließend belegte er bei den Asienmeisterschaften in Manila in 14,09 s den siebten Platz und gewann dann bei den Südostasienspielen in Hanoi in 14,12 s die Silbermedaille hinter dem Thailänder Suphan Wongsriphuck. Im Jahr darauf gewann er bei den erstmals ausgetragenen Hallenasienmeisterschaften in Teheran in 8,03 s die Bronzemedaille im 60-Meter-Hürdenlauf hinter dem Chinesen Wu Youjia und Rouhollah Askari aus Iran. Anschließend schied er bei den Hallenweltmeisterschaften in Budapest mit 8,04 s in der ersten Runde aus. 2005 gelangte er bei den Islamic Solidarity Games in Mekka mit 13,93 s auf den vierten Platz und im September klassierte er sich bei den Asienmeisterschaften in Incheon mit 14,17 s den siebten Platz. Daraufhin siegte er in 14,08 s bei den Südostasienspiele in Manila. Im Jahr darauf startete er bei den Commonwealth Games in Melbourne und schied dort mit 13,88 s in der ersten Runde aus, ehe er im Dezember an den Asienspielen in Doha teilnahm und dort mit 14,04 s den achten Platz belegte.
2009 belegte er bei den Asienmeisterschaften in Guangzhou in 14,06 s den fünften Platz und gewann anschließend bei den Südostasienspielen in Vientiane in 14,05 s die Silbermedaille hinter dem Thailänder Jamras Rittidet. Im Jahr darauf gelangte er bei den Hallenasienmeisterschaften in Teheran mit 8,06 s auf dem fünften Platz über 60 m Hürden und 2011 gewann er bei den Südostasienspielen in Palembang in 14,14 s die Bronzemedaille hinter dem Thailänder Rittidet und seinem Landsmann Rayzam Shah Wan Sofian. 2013 klassierte er sich bei den Islamic Solidarity Games ebendort mit 14,18 s auf dem sechsten Platz. Im Mai 2014 bestritt er in Bangkok seinen letzten offiziellen Wettkampf und beendete daraufhin seine aktive sportliche Karriere im Alter von 31 Jahren.
In den Jahren 2004 und 2008 wurde Hassan malaysischer Meister im 110-Meter-Hürdenlauf.

## Persönliche Bestleistungen
- 110 m Hürden: 13,88 s (+1,4 m/s), 21. März 2006 in Melbourne
  - 60 m Hürden (Halle): 8,03 s, 8. Februar 2004 in Teheran